# Pirátská strana (USA)
Pirátská strana Spojených států (anglicky United States Pirate Party, zkratkou USPP) je americká politická strana založená v roce 2006 Brentem Allisonem a Alexem Englishem, která se svou platformou hlásí k celosvětové pirátské politice a podporuje reformu autorských zákonů, která by odrážela hodnoty open source a svobodné kultury, transparentnost státní správy, ochranu soukromí a občanských svobod. Pirátská strana Spojených států také prosazuje politiku založenou na důkazech, rovnostářství, meritokracii a hackerskou etiku, jakož i zrušení korporátní personalistiky a korporátního blahobytu. Prioritou USPP je také prosazování změn v zákonech o autorských právech a odstranění patentů. Strana je přesvědčena, že tato omezení výrazně brání sdílení a rozšiřování znalostí a zdrojů.

## Historie
Pirátskou stranu založil v červnu 2006 postgraduální student Univerzity v Georgii Brent Allison jako reakci na úspěch švédské Pirátské strany. Jejich platforma byla zaměřena především na reformu autorského práva a osvobození od cenzury internetu. Strana se poprvé pokusila zaregistrovat v Utahu během volebního cyklu 2007/2008 a nepodařilo se jí shromáždit potřebný počet prohlášení o podpoře. V roce 2011 se Pirátská strana v Massachusetts stala první legálně uznanou Pirátskou stranou v USA. V roce 2011 Pirátská strana hlásila více než 3000 členů po celé zemi.
V roce 2012 vytvořila koalice státních Pirátských stran Pirátský národní výbor (PNC), který do července téhož roku vypracoval a přijal nové stanovy, v nichž nastínil širší ideologii inspirovanou Pirátským kolem Rickarda Falkvinga.
V roce 2015 se člen Pirátské strany státu Massachusetts Steve Revilak stal prvním pirátem ve Spojených státech, který byl zvolen do funkce, a to na zasedání zastupitelstva města Arlington.
Dne 2. července 2022 se Pirátská strana Spojených států stala členem Pirátské internacionály, která v době přijetí USPP sdružovala 31 stran z celého světa.

## Ideologie
Frakce v Pirátské straně zahrnují levicové liberály, klasické liberály, anarchisty, progresivisty a radikální centristy. Mnoho Pirátů se výslovně odmítá identifikovat s nějakou konkrétní politickou ideologií nebo filozofií. Spíše než konkrétní ideologií jsou vedeni snahou „dělat to, co funguje“.
Platforma Pirátské strany se původně soustředila na otázky autorských práv. „Stejně jako její mezinárodní protějšky se USPP v praxi zabývá především digitálními zákony o duševním vlastnictví a soukromí - konkrétně zrušením digitálního amerického autorského zákona z roku 1998, zkrácením autorských práv na 14 let (z 95 let po vydání nebo 70 let po smrti autora) a vypršením platnosti patentů, které nevedou k významnému pokroku, do čtyř let (na rozdíl od 20 let)“.

## Vedení strany
Před rokem 2012 byl předseda strany volen každý rok v červenci hlasováním členů, jak bylo stanoveno ve stanovách strany. Po vzniku PNC v roce 2012 byl název této funkce změněn na kapitán.
| Předseda/Kapitán     | Od                 | Do                 |
| -------------------- | ------------------ | ------------------ |
| Brent Allison        | 6. června 2006     | 9. června 2006     |
| Joshua Cowles        | 9. června 2006     | květen 2007        |
| Andrew Norton        | květen 2007        | září 2008          |
| Glenn Kerbein        | září 2008          | červenec 2009      |
| Ryan Martin          | červenec 2009      | 29. prosince 2009  |
| Bradley Hall         | 29. prosince 2009  | 28. ledna 2010     |
| Brittany Phelps      | 28. ledna 2010     | 15. července 2011  |
| Bradley Hall         | 15. července 2011  | duben 2012         |
| Travis McCrea        | duben 2012         | 14. listopadu 2012 |
| Lindsay-Anne Brunner | 15. listopadu 2012 | 28. ledna 2015     |
| Andrew Norton        | 28. ledna 2015     | 1. května 2016     |
| Joseph Klein         | 1. května 2016     | 15. května 2017    |
| Lindsay-Anne Gorski  | 15. května 2017    | 28. ledna 2019     |
| Meg Cochran          | 28. ledna 2019     | 2. prosince 2019   |
| Joseph Klein         | 2. prosince 2019   | 6. června 2021     |
| Rose Klein           | 6. června 2021     | 5. června 2022     |
| Anthony Jay          | od 5. června 2022  |                    |